# 청계서원 (진주시)
청계서원(淸溪書院)은 고려의 문신인 정신열과 정천익을 배향한 서원이다. 사적 제118호인 진주성 안에 있다.

## 개요
정신열은 고려 때 병부상서로 거란의 난을 물리친 공으로 진양부원군 은열공 시호를 받았으며, 정천익은 문익점의 장인으로 1364년 고려 공민왕 13년 이 땅에 목면종을 처음 심어 그 중 한 알을 살려 번식 배양하고 씨아와 물레와 베틀을 만들어 백성들이 따듯한 목면 베옷을 입는 데 기여했다.
조선 순조 33년 영호남 유림들이 두 사람을 기리기 위해 진주 서쪽 남강변에 청계서원을 세웠다. 예조에서는 해마다 봄가을로 관원을 보내 예를 갖추어 제사를 지냈다. 1686년 흥선대원군의 서원철폐령에 의해 훼철되었다가, 1961년 후손들이 진주성 내에 복원 사업을 시작하여 경덕사와 정교당을 건립하고, 봉남서당이란 이름으로 그 맥을 이어오다가  1986년부터 1993년까지 숭은사와 전사청을 재건하고, 청계서원으로 복원되어 매년 음력 3월 15일에 두 사당에 제향을 올리고 있다.
청계서원 오른쪽으로는 정절사가 있고, 뒷쪽으로는 북장대가 있고, 앞으로는 국립진주박물관이 자리를 잡고 있다.

## 같이 보기
- 서원

## 참고 자료
- 한국서원연합회-청계서원(淸溪書院)